# گوبانگزی
گوبانگزی (به لاتین: Goubangzi) یک شهرک در جمهوری خلق چین است که در بیژن واقع شده‌است. گوبانگزی ۳۲۰٫۵۹ کیلومتر مربع مساحت و ۸۰٬۰۰۰ نفر جمعیت دارد.